# Зелений Гай (селище, Волноваський район)
Зеле́ний Гай — селище Комарської сільської громади Волноваського району Донецької області, Україна.

## Загальні відомості
Відстань до Великої Новосілки становить близько 45 км і проходить автошляхом місцевого значення. Територія села межує з с. Іванівка Синельниківського району Дніпропетровської області.

## Населення
За даними перепису 2001 року населення селища становило 915 осіб, із них 89,4 % зазначили рідною мову українську та 10,38 % — російську.

## Відомі уродженці
Педченко Іван Іванович — викладач школи